# Heinrich Quistorp

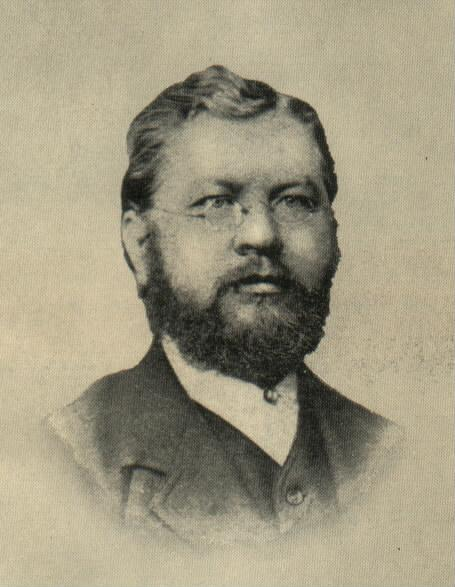
Heinrich Quistorp

Heinrich August Julius Quistorp (* 30. April 1836 in Wolgast; † 5. Dezember 1902 in Charlottenburg) war ein deutscher Kaufmann und Bankier.

## Leben
Heinrich Quistorp war ein Sohn des Wolgaster Kommissionsrates August Heinrich Quistorp (1783–1853) und dessen Ehefrau Johanne Hecht (1798–1877). Sein Urgroßvater war der Rostocker Professor Johann Jakob Quistorp. Der spätere Stettiner Unternehmer Johannes Quistorp war sein Bruder.
Heinrich Quistorp wurde Kaufmann und ging nach Glasgow. 1862 heiratete er die Engländerin Emma Lumb (* 1837).
Später ging er nach Berlin. Dort war er ab 1866 Bauentwickler von Berlin-Westend. Dort entstand ein Villenvorort. Die architektonische Planung übernahm der Mitgesellschafter der Baugesellschaft, Martin Gropius. Um die Wasserversorgung sicherzustellen, ließ er am Teufelssee im Grunewald gegen anfänglichen Widerstand der Stadtverwaltung von Charlottenburg ein Wasserwerk errichten. Er betrieb die Westend-Gesellschaft Quistorp & Co. und profitierte von den Immobilien- und Aktienspekulationen der Gründerzeit. Nach dem Vorbild des Berliner Westendes wurden ähnliche Projekte in Wannsee, Reinickendorf und weiteren Berliner Stadtteilen aber auch in Magdeburg, Breslau, Stettin, Danzig oder Frankfurt am Main entwickelt. Der Höhepunkt der Westend-Gesellschaft war 1872 erreicht, als das Aktienkapital um 1,5 Millionen Taler erhöht wurde. Der Gewinnanteil stieg von 40 auf 50 % und die Dividende lag bei 17 %.

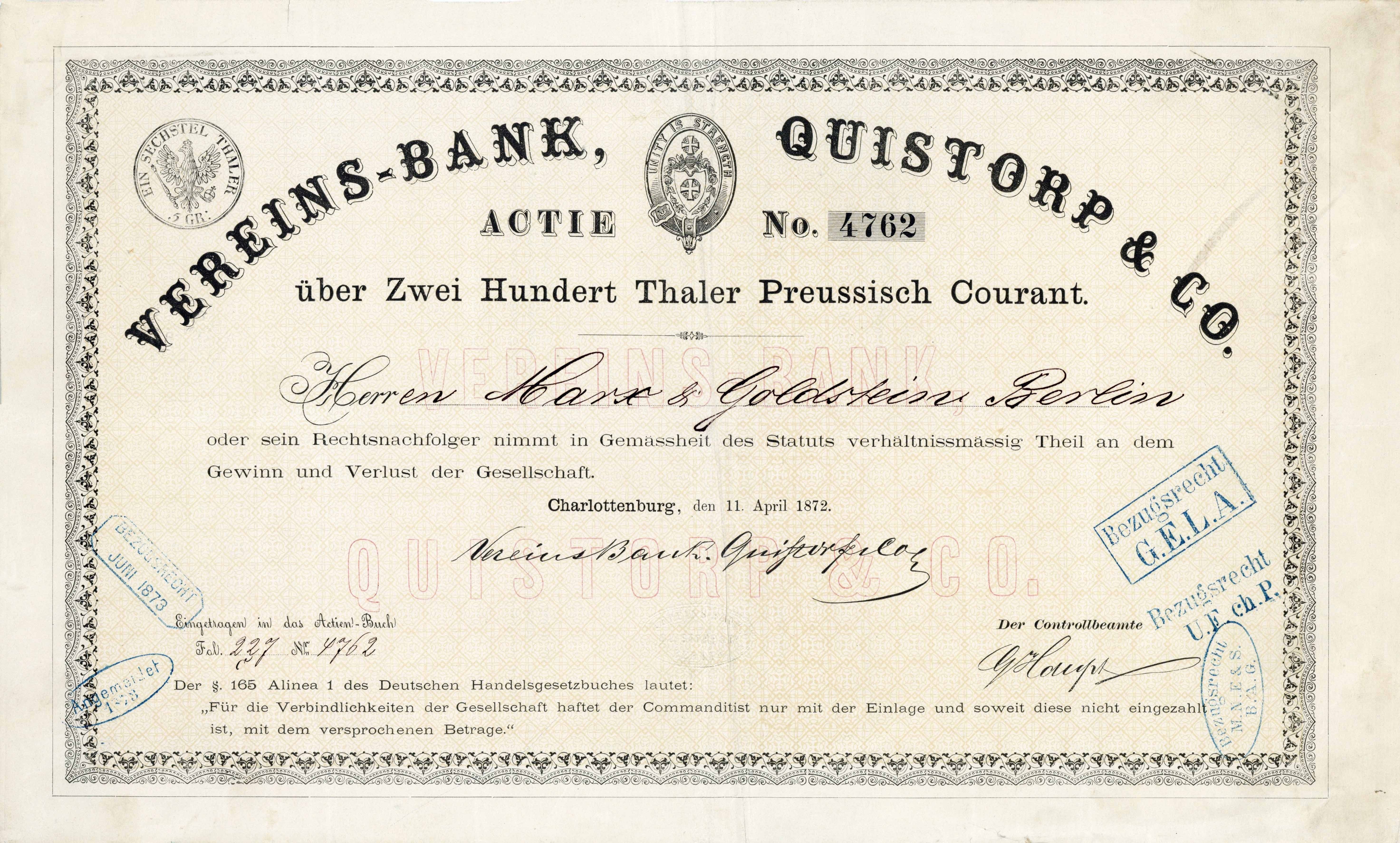
Aktie der Vereins-Bank, Quistorp & Co. über 200 Taler, ausgegeben am 11. April 1872 in Charlottenburg, eingetragen auf das im Gründungsgeschäft sehr aktive Berliner Privatbankhaus Marx & Goldstein, im Original unterschrieben von Heinrich Quistorp

1870 gründete er die Vereinsbank Quistorp & Co. (Einlage 200.000 Thaler – ein Thaler entsprach etwa drei Mark) zum Zweck der Finanzierung von Bankgesellschaften. Sie trug mehr als 29 Unternehmen des Bau- und Transportsektors aber auch industrielle Betriebe mit einer Kapitalsumme von über 66 Millionen Mark. Darunter war mit der Firma Chemische Fabrik auf Actien (vorm. E. Schering) ein Vorläuferunternehmen der Schering AG. Die Aktien der Unternehmen platzierte sie an der Berliner Börse und kümmerte sich um die Geldgeschäfte der Unternehmen. Sein Geschäft beruhte auf dem kurzfristigen Börsengewinn und war wenig solide.
Quistorp brachte es in dieser Zeit zu großem Reichtum. In Potsdam ließ er in der Nauener Vorstadt 1872 vom Hofbaumeister Ernst Petzholtz eine prachtvolle Villa errichten und im gleichen Jahr begann der Bau seines 1892 letztlich unvollendet wieder abgerissenen Germaniaturms in Charlottenburg. In den Wolgaster Anlagen ließ er 1873 den Bau eines Aussichtsturms beginnen.
Der Zusammenbruch der Vereinsbank löste eine Serie von Firmenzusammenbrüchen aus. Über 70 Banken verloren über 470 Millionen Mark an Krediten. Der Zusammenbruch der Bank wird in der Literatur als auslösendes Element der Gründerkrise beschrieben.
Der Zusammenbruch der Bank 1873 bedeutete auch für den persönlich haftenden Quistorp als Komplementär den Bankrott. Im Jahr 1883 lotete er in Paraguay die Möglichkeit zur Errichtung einer Siedlerkolonie aus und veröffentlichte unter dem Namen Henry Quistorp auf Englisch eine entsprechende Broschüre. Es gelang ihm, die Unterstützung der Regierung zu gewinnen. Diese stellte staatlichen Grundbesitz zur Verfügung und trug durch Anleihen und Subventionen zur Finanzierung bei. Es wurde sogar eine Schifffahrtslinie nach Deutschland eingerichtet. Die Siedlung Neu-Germania zog einige Dutzend Siedler an, erwies sich aber unter anderem wegen des Klimas als Fehlschlag. Daraufhin kehrte Quistorp nach Deutschland zurück. Er lebte von Grundstücksvermittlungen, Bauberatung und Geldern der Konkursverwaltung seiner ehemaligen Unternehmen.
Im Dezember 1885 ließ sich seine Frau von ihm scheiden, weil er nicht mehr für einen standesgemäßen Unterhalt sorgen konnte.
Quistorp hatte drei Söhne. Der jüngste Sohn ertrank 1882 als Kadett in der Kieler Bucht. Die beiden anderen Söhne wurden Kaufleute in Argentinien.